# Digimon Battle Spirit
Digimon Battle Spirit est un jeu de combat développé par Dimps et édité par Bandai, appartenant à la franchise japonaise Digimon. Le jeu est exclusivement distribué dans les marchés japonais sur console WonderSwan Color sous le nom de Digimon Tamers: Battle Spirit. Deux ans plus tard, le jeu est importé sur Game Boy Advance en Europe, puis aux États-Unis.
Le jeu met en scène les personnages et les digimon protagonistes des trois premières saisons de l'anime dans un jeu d'action au scénario néanmoins simpliste et aux fonds musicaux à la base tirés de l'anime. Le système de jeu est similaire à celui de Digimon Rumble Arena sur console PlayStation. Le jeu met en pratique les accessoires USB ou câble link pour un mode multijoueur de maximum deux personnes.

## Scénario
Le monde digital, un sous-espace généré par les ordinateurs et les réseaux électroniques, est attaqué par un Digimon maléfique nommé Millenniummon ; celui-ci cherche à corrompre les données du digimonde et de les modifier comme bon lui chante. En riposte, les digisauveurs et leurs partenaires digimon cherchent à l'arrêter avant que l'irréparable ne soit commis. Le jeu débute avec des Digimon basiques à battre pour, ensuite, atteindre le boss de fin de niveau.

## Système de jeu
Digimon Battle Spirit est un jeu de combat un-à-un en solo entre digimon dans de divers environnements,. Chaque personnage ne possède qu'une poignée d'attaques spéciales grâce à la touche A et aux touches directionnelles. Le bouton B quant à lui ne sert qu'à sauter. Durant le combat, le joueur peur récupérer quelques objets dans le but d'infliger des dommages supplémentaires à son adversaire. 
Chaque combat peut être gagné en récoltant des petites sphères bleues appelées « D-Spirits ». Elles sont obtenues en frappant l'adversaire et s'éparpillent dans le décor. Une attaque plus puissante peut étendre plus de sphères dans le décor. Le joueur qui collecte le plus de sphère avant la fin du temps imparti gagne. Les Digimon peuvent aussi se digivolver au niveau ultime en touchant Calumon qui apparait souvent pendant les combats. Les Digimon se digivolvent durant un temps limité mais obtiennent un gain de puissance supplémentaire. Au fur et à mesure de la progression dans le jeu, le joueur doit occasionnellement battre un digimon nommé Impmon. Ce combat ne sert pas à grand-chose excepté le fait de gagner des points. Le dernier niveau atteint: le boss final à affronter est Millenniummon.
Le jeu met en avant les trois premières saisons de l'anime Digimon : Digimon Adventure, Digimon Adventure 02 et Digimon Tamers. Chaque personnage possède sa propre digivolution et ses propres techniques qui varient selon le digimon souhaité. Les sept digimon initialement disponibles incluent : Guilmon, Terriermon, Renamon, Veemon, Wormmon, Agumon, et Sukamon. Les personnages déblocables incluent : BlackAgumon, Lopmon, Gabumon, ExtraAgumon, et Impmon. Le menu présente douze Digimon en tant que personnages disponibles. Sept Digimon sont jouables au début du jeu ; le joueur doit à la base combattre contre de différents digimon dans plusieurs arènes en passant par les forêts, glaciers et la ville des jouets ainsi que des marécages. La durée de vie des personnages durant les combats reste faible malgré la jouabilité et les techniques que possèdent les Digimon.

## Développement
En début de 2003, la société japonaise Bandai développe et présente son premier jeu vidéo annexé à la franchise 'Digimon sur Game Boy Advance intitulé Digimon Battle Spirit. Le jeu est noté « E » (Everyone) par l'organisation Entertainment Software Rating Board (ESRB) et un « 3+ » de la part de Pan European Game Information (PEGI).

## Accueil
| Jeuxvideo.com         | 11/20 |
| Nintendo Power        | 3,4/5 |
| GamePro               | 3/5   |
| Nintendojo            | 6/10  |
| Compilations de notes |       |
| GameRankings          | 58 %  |
| Metacritic            | 60 %  |

L'agrégateur Metacritic attribue une moyenne de 60 % à Digimon Battle Spirit, basée sur 7 critiques. GameRankings, lui attribue, une moyenne générale de 58 % sur 6 critiques.
Le site web IGN inclut Digimon Battle Spirit dans sa liste des « meilleurs jeux GBA du mois » derrière Crash Bandicoot 2: N-Tranced. GameZone prône particulièrement les graphismes du jeu (8/10) expliquant que « Le visuel de Battle Spirit est magnifique, avec ses merveilleux décors, ses couleurs vives, et ses personnages facilement identifiables. Les effets spéciaux sont conforment parfaitement aux attaques des digimon qui possèdent leurs propres pouvoirs et peuvent infliger nombre de dégâts grâce à des items [...] »
La rédaction du site français Jeuxvideo.com lui attribue une note de 11 sur 20, qualifiant le jeu de « déception » et « basé sur un gameplay simple. »